# Sciți

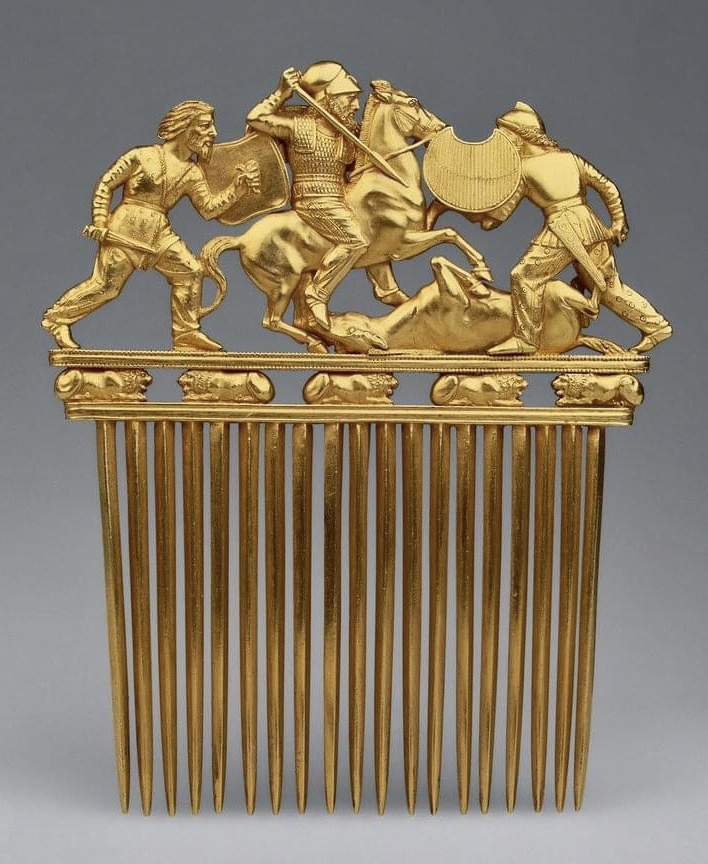
Pieptene scit (Muzeul Ermitaj, St. Petersburg, Rusia)

Numele de sciți (în greacă Skytai, iar în latină Scythae) era folosit de scriitorii antici pentru a denumi mai multe popoare din răsăritul Europei, așa că totalitatea sciților de care se vorbește trebuie considerată ca un conglomerat de popoare.
Veniți dinspre (Caspica-Oxus), sciții au ocupat în secolul VIII î.Hr. stepele nord-pontice, din sudul Republicii Moldova de azi, întinzându-se spre câmpia Donului în Federația Rusă, luând locul cimerienilor așezați aici din timpuri preistorice. Sciții considerați a fi cei adevărați, erau sciții regești de care vorbește Herodot, sau „socoloți” (scoloți) de rasă indo-iraniană, amestecați într-o oarecare măsură cu alte neamuri asiatice. 
„ În fața pământului scit, spre mare, se întinde Tracia. Sciția începe acolo de unde acest ținut formează un golf. Istrul se varsă în mare, îndreptându-se spre sud-est. Voi înfățișa țărmul Sciției de la Istru în sus și voi arăta cât de mare îi este întinderea. Îndată după Istru, vine Sciția veche, așezată către miazăzi și ajungând până la cetatea numită Carcinitis. ”— Herodot ,  Istorii, V, 3; FHDR, I, p. 65; Istorii IV, 99, p. 51
Triburile rătăcitoare ale sciților au ocupat părți din Dacia până prin secolul II î.Hr., când urma lor se pierde printre geți. La răsărit de triburile dacice, în stepele din nordul Marii Negre, locuiau sciții, un neam de păstori, foarte buni luptători. Călăreți neînfricați, ei se foloseau mai ales de arc, aruncând săgeți din fuga calului. Năvala lor era înspăimântătoare. Se abăteau ca un uragan acolo unde nimeni nu știa că vor lovi. Atrași de bogățiile dacilor, sciții au încercat să supună Dacia. Grupuri de călăreți sciți au reușit să ajungă în Transilvania, iar altele au pătruns în Dobrogea. Timp de trei sute de ani s-au dat lupte între sciți și daci.
Agatârșii, un trib de sciți care au izbutit să se așeze în Transilvania, au fost asimilați de daci. Atrași de bogățiile Transilvaniei, agatârșii, în momentul în care s-au stabilit pe teritoriul Daciei, au folosit aurul și argintul care se găseau acolo pentru podoabe.
Vestiți pentru cruzimea lor, sciții obișnuiau să bea sângele dușmanilor uciși și să se hrănească din carnea acestora, potrivit relatărilor istoricilor antici.
Autorii timpurii au continuat să folosească termenul sciți, aplicându-l mai multor grupuri care nu au legătură directă cu sciții regești, precum hunii, goții, turcii, avarii, khazarii și alții. De asemenea, în jurul sciților s-au format și unele legende naționale de origine ale celților. În al doilea paragraf al Declarației de la Arbroath din 1320, elita Scoției revendică Sciția ca fostă patrie a scoțienilor. Conform manuscriselor irlandeze Lebor Gabála Érenn din secolul al XI-lea, Auraicept na n-Éces din secolul al XIV-lea și altor relatări din folclorul irlandez, irlandezii își au originea în Sciția și erau urmași ai lui Fénius Farsaid, un prinț scit care a creat alfabetul Ogham.

## Istorie

### Expansiuni timpurii
Până în secolul VIII î.Hr. sciții ocupau preponderent teritoriile de la est de Volga. Între secolele VIII și VII aceștia vor începe să se extindă la vest de aceasta, intrând în conflict cu uniunea tribală locală a cimerienilor. Originea acestora din urmă nu este clară, însă probabil că erau fie înrudiți cu sciții, fie cu daco-tracii. Uniunea tribală va fi distrusă, având efecte distructive asupra mai multor teritorii înconjurătoare ca urmare a migrării cimerienilor. 
Sciții vor continua să se extindă înspre apus până la Nistru și Prut. La acel moment, teritoriile actualei România și Moldova erau dominate de cultura Basarabi, de origine geto-dacă. Aceasta deja fusese puternic afectată de migrațiile cimerienilor. Efectele migrării sciților în spațiul românesc nu sunt cunoscute decât din cercetarea culturii materiale. Așezările din estul și sud-estul României scad ca număr. Între secolele VI-IV î.Hr. vor fi ridicate mai multe mari cetăți de refugiu în Moldova, pentru a face față nomazilor. În perioada La Tène Dacii se vor adapta construind așezări mai mari, fortificate, în centrul celor mici, deschise, ca modalitate de apărare. Toate aceste schimbări au indicat relațiile tumultuase între autohtoni și nomazii invadatori.

### Întindere
Asupra granițelor Sciției nu există un consens. La vest se învecinau, probabil, cu tracii (respectiv geții din Dobrogea) și cu slavii, apoi cu agatârșii, cu neuriii (probabil situați în Podolia), iar în continuare, spre nord-vest, nord și nord-est, cu melanhienii, budinii, androfagii, tisageții și dincolo de Don, cu sauromanii. Este sigur că sciții erau un popor de călăreți și că puterea lor se exercita cu precădere în regiunile de stepă, așa încât a identifica țara lor cu stepa pontică de la Dunăre până la Don reprezintă punctul de vedere cel mai verosimil.

### Sciții în Rusia
Sciții, ca și alte popoare migratoare ale istoriei Europei și Asiei, nu au reprezentat un popor etnic omogen, ci un conglomerat de popoare și limbi. După Herodot, ei se pare că ar fi fost alungați din Asia Centrală, așezându-se în Moldova, la gurile Dunării și în Dobrogea. Despre ei se cunoaște că i-au alungat pe cimerieni până în Anatolia centrală. Se pare că tot sciții ar fi distrus statul Urartu în secolul al VII-lea î.Hr., și tot din cauza lor a fost pornită expediția lui Darius I cel Mare. Tot în secolul VII î.Hr. s-au stabilit preponderent în Rusia și Ucraina, unde au practicat un nomadism legat de creșterea ovinelor și caprinelor. Apoi au făcut comerț cu grecii, de la care au adus vin, ceramică luxoasă și bijuterii, și cărora le-au oferit grâu și sclavi. Sciții sunt cei care au introdus cânepa în Europa.

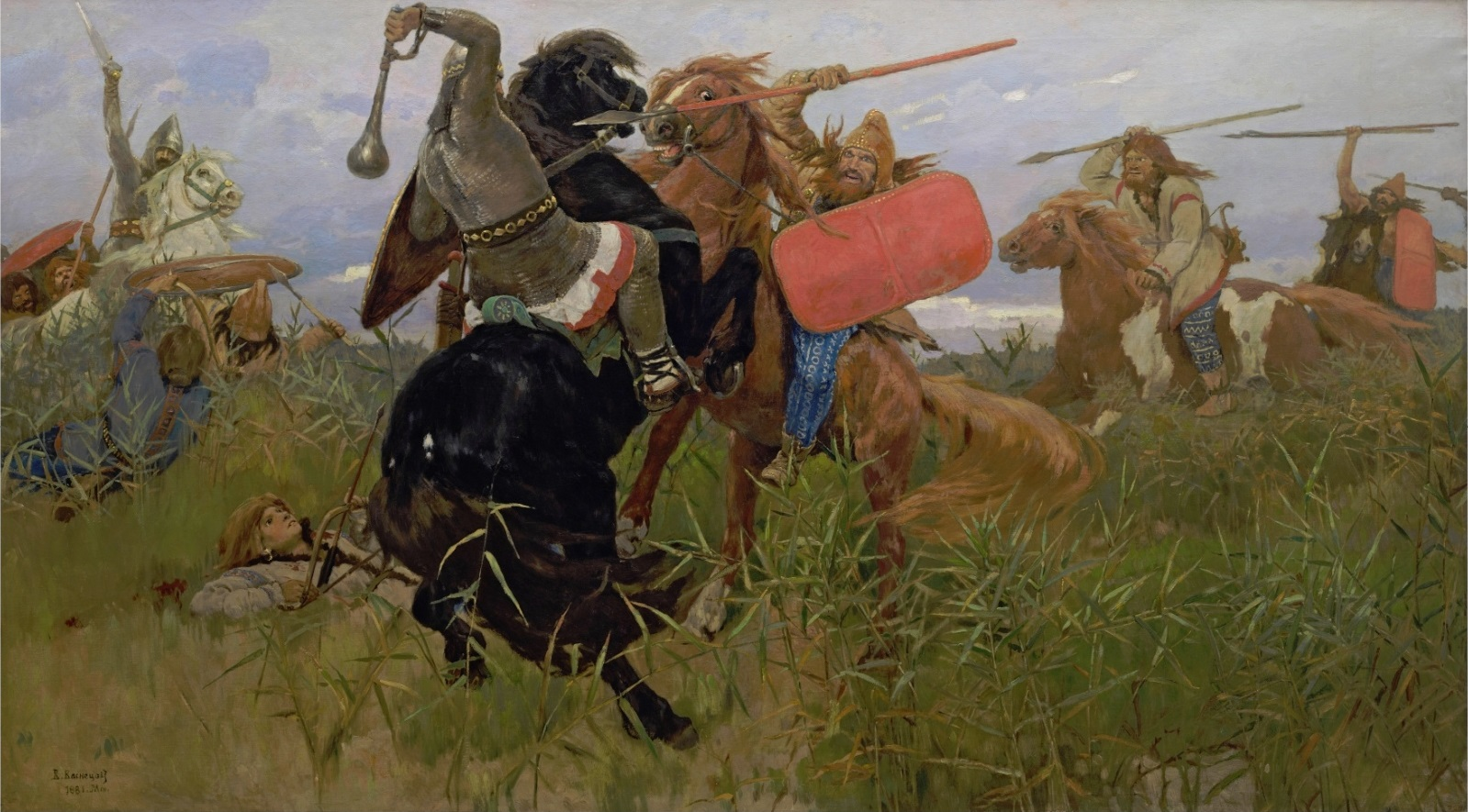
Luptă dintre slavi si sciți

În principal s-au făcut cunoscuți în fața grecilor și a celorlalte populații înrudite cu ei prin faptul că erau foarte buni războinici și mânuiau foarte bine arcul. Darius I, când a atacat stepele sciților, a spus că sunt aproape imposibil de cucerit datorită faptului că sciții se repliau foarte bine și atacau pe neașteptate.
Mormintele căpeteniilor puteau avea chiar și 20 de metri, iar tot ansamblul funerar se numea kurgan (gorgan).

### Declinul

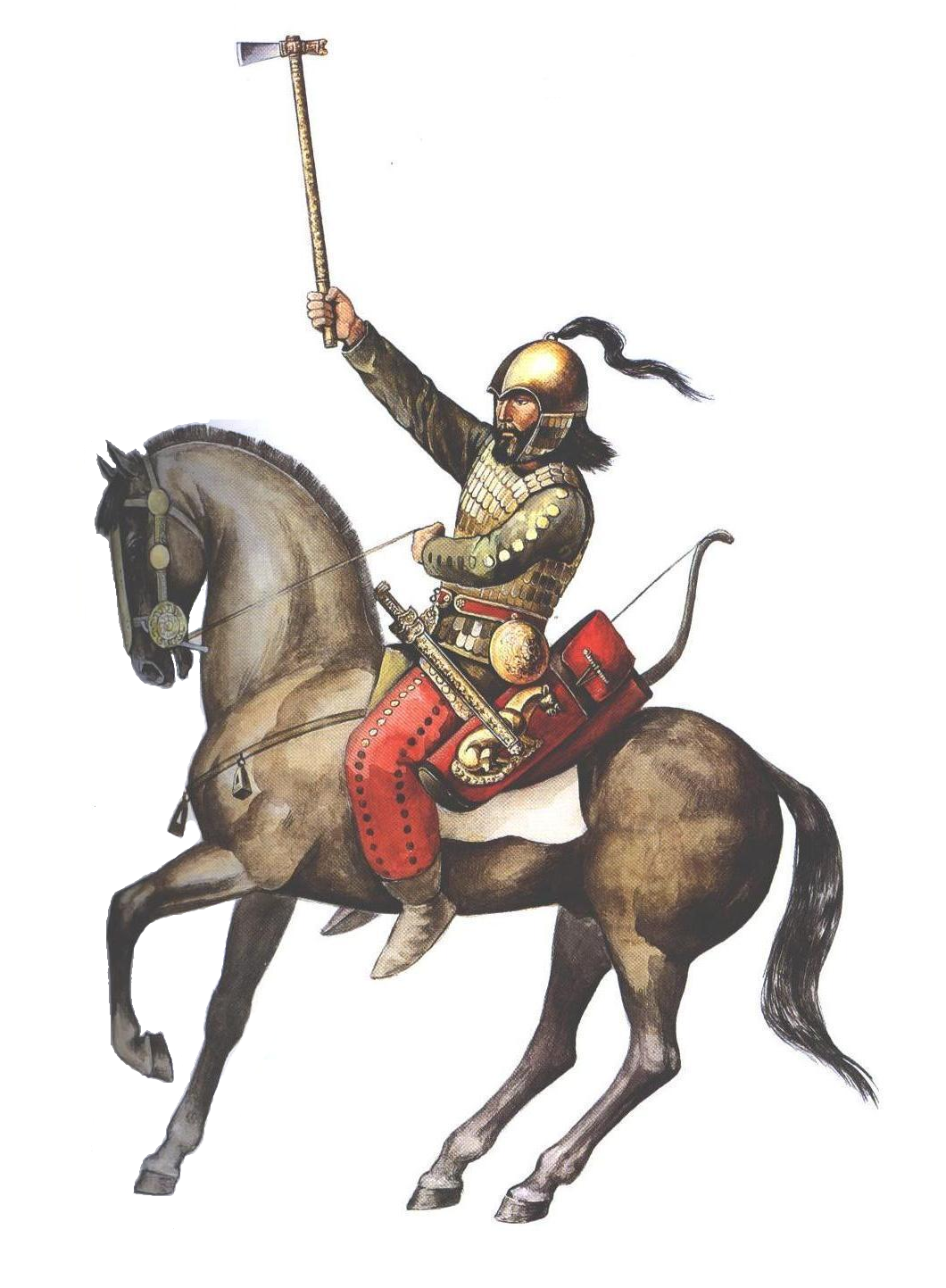
Luptător scit

În a doua jumătate a secolului VI î.Hr. puterea sciților a devenit un pericol pentru Imperiul Persan. Regele Darius I a fost nevoit să organizeze o expediție împotriva lor în anii 514—512 î.Hr. Se presupune că Darius urmărea astfel să consolideze stăpânirea persană în Balcani, în vederea cuceririi  Greciei. Rezultatele expediției lui Darius au fost apreciate diferit de cercetători. Nu este probabil să fi fost un eșec, așa cum a relatat Herodot. Cert este că expansiunea scitică spre vest a fost oprită, iar perșii s-au putut îndrepta spre Grecia. În sec. V î.Hr. a început declinul puterii scitice. Locul stăpânirii persane în Balcani a fost luat pe la 470 î.Hr. de regatul odrișilor, care s-a opus înaintării scitice. Agatârșii din Transilvania au fost totdeauna ostili sciților și nu au fost niciodată supuși de aceștia. Mai mult, regele scit Ariapeithes, care stabilise relații prietenești cu odrișii,  încuscrindu-se cu regele odris Teres, a fost asasinat de regele agatârs Spargapeithes. Aceste informații fragmentare transmise de Herodot nu permit reconstituirea istoriei evenimentelor din sec. V î.Hr., dar sunt suficiente pentru a se cunoaște raportul de forțe dintre sciții, agatârși și odriși.

## Menționările biblice
Diaconul Gheorghe Băbuț a scris că prima mențiune biblică a sciților a apărut în timpul domniei lui Antiohie cel Mare [sau Antiochos al III-lea] (242-187 î.Hr.)
„ Și pe Menelau, capul a toată răutatea, l-a scos nevinovat; iar pe nenorociții aceia, care măcar și la Sciți, de și-ar fi spus pricina, s-ar fi slobozit nevinovați, pe aceștia i-a judecat spre moarte. ”— (II Macabei 4: 47)
A doua mențiune biblică a sciților se datorează Apostolului Pavel din Tars, pe când se afla pe actualul teritoriu al Turciei în cetatea Colose, în condițiile unei enumerări cu rol didactic, inspirată cel mai probabil din viața cotidiană a acelei cetăți astăzi dispărute:
„ Unde nu mai este elin și iudeu, tăiere împrejur și netăiere împrejur, barbar, scit, rob ori liber, ci toate și întru toți Hristos. ”— Apostolul Pavel din Tars ,  (Coloseni 3: 11)
Colose se află în Turcia, în apropierea râului Lycus (în prezent Aksu Cay), cel mai important afluent al râului Meander. Așezat în regiunea frigiană a Asiei Mici, orașul se află la aproximativ 190 km este de Efes.

## Sciții conform Declarației scoțiene de independență de la Arbroath
Conform Declarației scoțiene de independență de la Arbroath, formulată de Robert I al Scoției (sau Robert Bruce rege al Scoției în intervalul 25 martie 1306 – 7 iunie 1329) sub forma unei scrisori redactate în latină în localitatea Arbroath, comunicată inclusiv papei Ioan al XXII-lea, în anul 1320 scoțienii s-au identificat cu sciții, recunoscând explicit în acest act oficial că au fost creștinați de Sfântul Apostol Andrei pe țărmul Mării Negre, înainte de a migra în sudul Spaniei.